# Сарвиг, Оле
Оле Сарвиг (дат. Ole Sarvig, 27 ноября 1921, Копенгаген — 4 декабря 1981, там же) — датский поэт, прозаик, переводчик, художественный критик.

## Биография
Изучал историю искусства и философию. Дебютировал в печати в 1940, был связан с журналом Еретик. Работал в издательстве, в первой половине 1950-х выступал как художественный критик. В 1954—1962 жил в Испании. Переводил драмы Шекспира, новеллы Шервуда Андерсона. Исполнил эпизодическую роль в последнем фильме Карла Теодора Дрейера Гертруда (1964). Старший друг и наставник Микаэля Струнге.
Покончил с собой, выбросившись из окна.
Сын — художник Кристиан Сарвиг (1949—2012).

## Произведения
- Зеленые стихи/ Grønne digte (1943, вошедшее в книгу стихотворение Дождемер включено в Датский культурный канон)
- Jeghuset (1944)
- Mangfoldighed (1945)
- Legende (1946)
- Человек/ Menneske (1948)
- Графика Эдварда Мунка/ Edvard Munchs Grafik (1948)
- Krisens Billedbog (1950, эссе об искусстве)
- Min Kærlighed (1952)
- Stenrosen (1955, роман)
- De Sovende (1958, роман)
- Море у меня под окном/ Havet under mit Vindue (1960, роман)
- Лимб/ Limbo (1963, роман)
- Spirende digte (1967)
- Glem Ikke (1972, роман)
- Sejlads (1974, телевизионная драма)
- Путешественник. Роман о крушении/ De rejsende. En undergangsroman (1978, роман)

## Признание
Премия Датской критики (1960). Søren Gyldendal-prisen (1964). Медаль Эмиля Ореструпа (1965). Большая премия Датской академии (1967). Egholtprisen (1980). Член Датской академии (1972).
Поэзия и проза Сарвига переводились на английский, немецкий, французский, испанский, шведский, польский языки. На его стихи писали музыку Пер Нёргор, Бернхард Левкович, Тони Вейслев, Эйвин Андерсен, Свенд Нильсен и др.